# Головач (зупинний пункт)
Голова́ч  — пасажирський залізничний зупинний пункт (рзд.) (до 2010 року — станція Головач)) Полтавської дирекції Південної залізниці на електрифікованій лінії Полтава-Південна — Кременчук. Розташований в однойменному селі Полтавського району Полтавської області.

## Історичні відомості
Роз'їзд Головач відкритий 1909 року на вже діючій лінії Полтава — Кременчук.
У 2008 році відремонтований фасад та приміщення будівлі вокзалу станції. У 2010 році, в ході електрифікації та модернізації лінії Полтава — Кременчук, роз'їзд Головач був переобладнаний під зупинний пункт для приміських поїздів.

## Пасажирське сполучення
На платформі Головач зупиняються приміські поїзди сполученням Полтава — Кобеляки — Кременчук.